# Concrete Blonde
Concrete Blonde ist eine US-amerikanische Alternative-Rockband. Ihre größten Erfolge hatten sie in den späten 1980er Jahren. Nachdem sie sich 1995 getrennt hatten, erfolgte 2001 die Wiedervereinigung.

## Geschichte
1982 gründete die Singer-Songwriterin und Bassistin Johnette Napolitano mit dem Gitarristen James Mankey in Los Angeles die Band Dream 6. Sie veröffentlichten 1983 auf einem französischen Label eine EP und wurden 1986 von dem amerikanischen Musiklabel I.R.S. Records unter Vertrag genommen.
Michael Stipe, der mit seiner Gruppe R.E.M. zur selben Zeit beim I.R.S.-Label unter Vertrag stand, schlug den Bandnamen Concrete Blonde vor, der den Kontrast zwischen der etwas härteren Rockmusik und den weicheren, beschaulichen Lyrics verdeutlichen sollte. Ihr erstes, selbstbetiteltes Album erschien noch im selben Jahr.
Der Schlagzeuger Harry Rushakoff wurde auf ihrem kommerziell erfolgreichsten Album Bloodletting (1990) und bei einigen Liedern von Mexican Moon von dem Roxy-Music-Drummer Paul Thompson ersetzt, da er sich wegen Drogenabhängigkeit in einer Klinik befand. 2002 wurde Rushakoff von Gabriel Ramirez ersetzt.
Ebenfalls 1990 wurde der Song Joey in der Fernsehfassung des Schimanski-Tatorts Zabou verwendet. 1995 trennte sich die Gruppe, um sich 2001 in der gleichen Besetzung erneut zu formieren und ein neues Album einzuspielen.

## Diskografie

### Studioalben
| Jahr | Titel             | Höchstplatzierung, Gesamtwochen, AuszeichnungChartsChartplatzierungen (Jahr, Titel, Platzierungen, Wochen, Auszeichnungen, Anmerkungen) | Anmerkungen                        |
| Jahr | Titel             | US | Anmerkungen                        |
| ---- | ----------------- | --- | ---------------------------------- |
| 1986 | Concrete Blonde   | US96 (16 Wo.)US | Erstveröffentlichung: 1986         |
| 1989 | Free              | US148 (18 Wo.)US | Erstveröffentlichung: Mai 1989     |
| 1990 | Bloodletting      | US49 Gold · (44 Wo.)US | Erstveröffentlichung: Mai 1990     |
| 1992 | Walking in London | US73 (15 Wo.)US | Erstveröffentlichung: März 1992    |
| 1993 | Mexican Moon      | US67 (5 Wo.)US | Erstveröffentlichung: Oktober 1993 |

Weitere Alben
- 1994: Still in Hollywood
- 1996: Recollection: The Best of
- 1997: Concrete Blonde y Los Illegals
- 2002: Classic Masters
- 2002: Group Therapy
- 2003: Live in Brazil
- 2004: Mojave
- 2005: The Essential

### Singles
| Jahr | Titel Album       | Höchstplatzierung, Gesamtwochen, AuszeichnungChartsChartplatzierungen (Jahr, Titel, Album, Platzierungen, Wochen, Auszeichnungen, Anmerkungen) | Anmerkungen                       |
| Jahr | Titel Album       | US | Anmerkungen                       |
| ---- | ----------------- | --- | --------------------------------- |
| 1990 | Joey Bloodletting | US19 (21 Wo.)US | Erstveröffentlichung: August 1990 |

Weitere Singles
- 1986: Still in Hollywood
- 1986: True
- 1989: Happy Birthday
- 1989: God is a Bullet
- 1990: Caroline
- 1990: Everybody Knows
- 1992: Ghost of a Texas Ladies' Man
- 1992: Someday
- 1992: Walking in London
- 1993: Heal it Up
- 1994: Mexican Moon
- 1994: Jonestown
- 2002: Roxy
- 2011: Rosalie

## Auszeichnungen für Musikverkäufe
| Goldene Schallplatte - Australien - 1990: für das Album Bloodletting | Platin-Schallplatte - Australien - 1990: für die Single Joey |

Anmerkung: Auszeichnungen in Ländern aus den Charttabellen bzw. Chartboxen sind in ebendiesen zu finden.
| Land/RegionAuszeichnungen für Musikverkäufe (Land/Region, Auszeichnungen, Verkäufe, Quellen) | Gold     | Platin  | Verkäufe | Quellen     |
| -------------------------------------------------------------------------------------------- | -------- | ------- | -------- | ----------- |
| Australien (ARIA)                                                                            | Gold1    | Platin1 | 105.000  | aria.com.au |
| Vereinigte Staaten (RIAA)                                                                    | Gold1    | —       | 500.000  | riaa.com    |
| Insgesamt                                                                                    | 2× Gold2 | Platin1 |          |             |